# Slott och herresäten i Sverige
Slott och herresäten i Sverige är ett konst- och kulturhistoriskt samlingsverk som gavs ut av Allhems Förlag AB 1966–1971.
Verket skall inte förväxlas med sin äldre namne, ofta angivet med fullständig titel för att skiljas från detta - Svenska slott och herresäten vid 1900-talets början (1908-1914, ny följd 1918-1923).
Huvudredaktör var Sven T. Kjellberg, men flera andra författare bidrog, bland andra
Boo von Malmborg, Lennart Luthander och Bengt G. Söderberg. De flesta fotografierna är tagna av förlagets fotograf Erik Liljeroth.

## Band
Bokverket består av följande band:
1. Riksfästen och residens
2. De kungliga slotten I
3. De kungliga slotten II
4. Dalarna, Norrland
5. Uppland I
6. Uppland II
7. Närke, Västmanland
8. Södermanland I
9. Södermanland II
10. Västergötland I

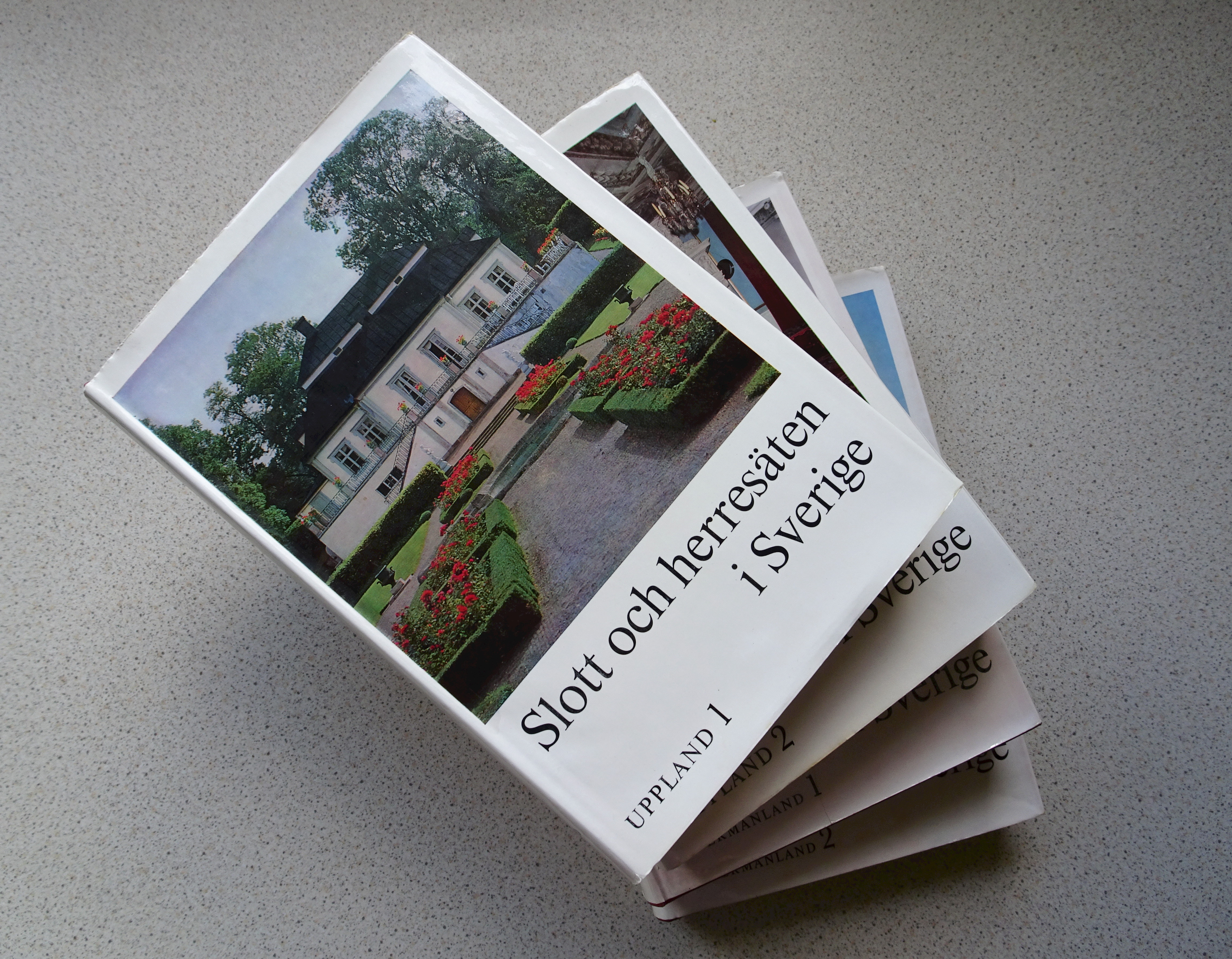
Några band ur bokverket Slott och herresäten i Sverige.

11. Västergötland II, Dalsland, Värmland
12. Östergötland I
13. Östergötland II
14. Småland, Öland, Gotland
15. Halland, Bohuslän, Blekinge
16. Skåne I
17. Skåne II
18. Skåne III